# Portrait de Luca Pacioli
Le Portrait de Luca Pacioli  ou Double Portrait, également connu sous le nom de Portrait de Luca Pacioli avec un élève, est une peinture à l'huile sur panneau daté vers 1500. Il est conservé au musée de Capodimonte, à Naples.
Cette peinture énigmatique représentant le franciscain et mathématicien Luca Pacioli, auteur de la Summa de arithmetica, geometria, de proportioni et de proportionalita et du De divina proportione, est attribuée de manière controversée principalement au peintre de la Renaissance Jacopo de' Barbari ou à l'atelier d'Alvise Vivarini.

## Histoire
La peinture, qui met en scène le mathématicien de la Renaissance Luca Pacioli, est mentionnée pour la première fois dans un inventaire de 1631 du Palais ducal d'Urbino, plus d'un siècle après la création présumée du portrait, sans indiquer les époques et les méthodes d'acquisition, de localisation et de conservation au palais ducal. Il est inclus dans une liste des biens de la Garde-robe de la famille Della Rovere ; le premier inventaire ne contient que de simples hypothèses sur l'auteur, les documents ultérieurs ne sont pas plus précis, puisqu'ils concernent uniquement le transfert du tableau, au milieu du XVIIe siècle, d'Urbino à Florence et de la lignée des ducs d'Urbino aux Médicis florentins, par l'intermédiaire de Vittoria della Rovere-Medici, membre de la dynastie régnante à Urbino et en Toscane. Cette provenance d'Urbino est confirmée par le manuscrit Vite de' Matemici de Bernardino Baldi, qui le mentionne parmi les œuvres conservées au Palais ducal.
Éclipsé au fil des siècles, le tableau réapparaît au début du XXe siècle à Naples, toujours en possession de la famille Médicis, dans la branche cadette d'Ottaviano, pour atteindre une destination muséale à la suite de la préemption de l'État italien en 1903 sur les ventes destinées à l'étranger, dans le cas présent vers l'Angleterre. Le tableau est exposé au musée napolitain de Capodimonte à partir de 1957 parmi les tableaux de la collection Farnèse.
Si la tradition historique est muette, l'attribution est générique et résiduelle, seulement présumée dédicacée, puisqu'elle fait référence à des interprétations incertaines des indications paraphées détectables sur les divers cartellino à droite. 

## Description et analyse
Particulièrement représentatif de l'humanisme de la Renaissance, ce double portait contient des références complexes à la culture scientifique et mathématique de l'époque. 
Le tableau représente le franciscain Luca Pacioli, mathématicien et théologien âgé d'une cinquantaine d'années. Le frère est certainement présent à Venise en 1493 lorsqu'il publie son ouvrage Summa de Arithmetica Geometria Proportioni et proportionalità. Il est représenté en train d'enseigner à un élève.
Le frère est représenté en train d'exécuter avec sa main droite des signes géométriques avec une virgula, un instrument utilisé au Moyen Âge par les enseignants, sur un tableau portant l'inscription EVCLIDES, tandis qu'avec sa main gauche il suit les formules indiquées sur le livre ouvert des Éléments d'Euclide. Selon l’historien Nic mackinnon, le texte d’Euclide serait celui imprimé en 1482 par l’allemand Erhard Ratdolt dans la version de Giovanni Campano da Novara, le premier texte imprimé et illustré en latin de mathématiques. Le livre fermé, avec l'inscription LI.RI.LUC.BUR. (« Liber Reverendi Luca Burgensis » ou « Liber Regularum Luca Burgensis ») est censé être son Summa de arithmetica geometria proportioni et proportionalità (1494). Il donne donc un cours sur la construction des cinq polyèdres réguliers.
Il porte l'habit franciscain bleu cendré, resserré à la taille par le cingulum. Le jeune élève est représenté de trois quarts, le visage enserré dans une frange, le regard dirigé vers le spectateur. Il a une allure élégante et noble et porte une chemise bouffante rouge recouverte d'un manteau à manches larges où transparaît la doublure en fourrure de lynx.
Tous deux se tiennent devant une table recouverte d'un tapis vert où sont disposés divers outils appartenant au métier d'enseignant : des livres, un tableau noir, une craie et une éponge, un rapporteur et un encrier avec plume, un dodécaèdre et une boussole.
Le cartellino posé sur la table porte l'inscription IACO,BAR. VIGE/NIS.P 149(5 et une mouche qui se pose sur le dernier chiffre de la datation. Le dessin préparatoire détecté par les investigations radiographiques présente une grande diversité entre celui-ci et son exécution ; une même différence est détectable dans la peinture entre les deux sujets. La détermination de la datation est importante, car à cette époque l'autonomie n'est atteinte qu'à l'âge de vingt-cinq ans, et trouver à un si jeune âge un artiste émancipé qui signe une œuvre d'une valeur considérable est un fait qui mérite attention.
Un dodécaèdre en bois, l'un des cinq solides décrits par Platon dans le Timée, est posé sur un épais livre portant l'inscription II R.lVC. BVR, ou ce qui semble être un livre, même si l'épaisseur est trop importante et pourrait conduire à envisager un coffret contenant les manuscrits de Pacioli. Un rhombicuboctaèdre en cristal contenant de l'eau est suspendu par une ficelle sur le côté gauche de la toile, de forme semi-régulière avec 26 bases, dont dix-huit carrées et huit triangulaires et équilatérales, un solide inventé par le frère lui-même. La peinture reprend le thème iconographique des deux polyèdres en relatant le rapport de la cosmogonie platonique reprise par Pacioli dans son œuvre.
Une fenêtre ouverte se reflète dans le rhombicuboctaèdre, qui s'ouvre sur une bande de ciel bleu et de bâtiments, donnant la perception d'un centre urbain, généralement identifié comme le palais ducal d'Urbino, ainsi que la petite silhouette d'un homme en armure. Etant donné les nombreuses faces du solide d'Archimède, le miroir se répète sur plusieurs côtés, tandis que le reste de la toile est sombre, à l'ombre, pour que l'attention de l'observateur ne soit pas distraite.
En réalité, ce portrait nous offre un sublime indice alchimique : lorsqu'on additionne les angles des faces du rhombicuboctaèdre, on obtient 7920°, ce qui correspond au diamètre de la Terre, en miles (avec une précision de l'ordre de 99,9%, puisque nous sommes dans le royaume de la matière, où les formes et les mesures parfaites n'existent pas). Voilà pourquoi le polyèdre est en cristal, à moitié rempli d'eau, et suspendu à un fil sur fond noir... À noter que, tout comme la Lune et le Soleil, la Terre peut être "Platoniquement décomposée" de plusieurs manières, comme par exemple avec l'union des 4 premiers solides de Platon : tétraèdre 720° + octaèdre 1440° + cube 2160° + icosaèdre 3600°. 
La Lune (2160 miles) est donc équivalente au cube, et le Soleil (864 000 miles) correspond notamment à l'addition du cube et du dodécaèdre (6480°), multipliée par 100. Ce qui est représenté à la droite du tableau, puisque le dodécaèdre est posé sur un livre de forme quasi-cubique. On remarque également qu'au centre de sa couverture figurent un petit hémisphère doré posé sur un disque, ainsi que des petites billes colorées, nous révélant ici une merveilleuse représentation hermétique de notre système solaire.
La couleur des vêtements du jeune élève (noir, rouge, blanc et tirant vers le jaune avec sa fourrure de lynx) fait probablement référence aux quatre couleurs du Grand Œuvre : Nigredo (Œuvre au noir), Albedo (Œuvre au blanc), Citrinitas (Œuvre au jaune) et Rubedo (Œuvre au rouge). Le bleu du gant évoque notamment la vérité, la sagesse, la paix et la spiritualité. Le lynx, réputé pour sa vue perçante, symbolise entre autres la possession de la connaissance ancienne, des mystères de l'univers...
L'équerre et le compas sur la table font sans doute référence à la Franc-Maçonnerie, qui, par bien des manières, nous a toujours montré qu'elle avait dix coups d'avance sur le peuple de l'Humanité. En l'occurrence, ce n'est qu'en 1670, soit environ 170 ans après la réalisation de ce portrait, que l'abbé Picard a effectué une mesure précise de la circonférence de la Terre (40 036km). Avant ça, la mesure communément acceptée était celle d'Ératosthène (environ 42 000km), validée par Fernand de Magellan pendant le voyage qu'il effectua en 1519, et qui lui a permis de prouver la sphéricité de la Terre.

## Attribution
Si la tradition historique est muette, l'attribution est générique et résiduelle, seulement présumée dédicacée, puisqu'elle fait référence à des interprétations incertaines des indications paraphées détectables sur le cartouche représenté dans le tableau. L’inscription «  IACO. BAR. VIGENNIS. P. 1495 », signature abrégée et cryptage incontournable et non résolu, est rendue encore plus ambiguë par la représentation superposée d'une mouche.
Il y a eu une arrêt dans la recherche attributive pendant au moins un demi-siècle après les premières études à la suite de l'acquisition et de l'exposition au musée de Capodimonte, malgré des revues périodiques à différentes époques, plus ou moins raréfiées, aucune solution n'a été trouvée, ni de nouveaux apports documentaires ou critiques substantiels, du moins une indication d'éléments de nouveauté pour l'ouverture de nouvelles voies d'investigation et, avec l'épuisement progressif au fil du temps des interprétations possibles détectables à partir des indications du tableau lui-même. 

### Attribution à Jacopo de' Barbari
Le tableau a été génériquement attribué à Jacopo de' Barbari en raison de la présence d'un cartouche avec l'inscription « IACO. BAR. VIGENNIS. P. 1495 », avec la présence énigmatique d'une mouche sur le cartellino. Toutefois, l'attribution au peintre vénitien est considérée comme erronée en raison de considérations historiques et picturales. Le détournement de la recherche critique vient de la sémantique mal comprise de la mouche par rapport à la signature présumée, comprise comme explicite et vraie, au lieu de démentir l'inscription, malgré l'improbable indication de l'âge de « vingt ans ».
L'attribution à Jacopo de Barbari, dépourvue de preuves historiques, doit être définitivement abandonnée. La combinaison du nom avec l'inscription n'est que partielle et ne trouve aucun autre support de validation, tandis que la signature avec le sigle (IA. DB) et un symbole, un caducée, utilisés systématiquement par de Barbari, sont différents et absents.
L'attribution à de' Barbari ne subsiste que pour des raisons d'inventaire et doit être exclue pour des raisons stylistiques, techniques et picturales, trop éloignées de ses œuvres mais historiquement proches d'Alvise Vivarini.

### Attribution à l'atelier d'Alvise Vivarini
Les considérations qui conduiraient à la réalisation par l'atelier vénitien de Vivarini sont différentes. Il n'avait certes pas vingt ans en 1495, mais aucun élément n'indique dans ce mot l'âge du peintre ou éventuellement d'un de ses élèves, alors que la technique picturale pourrait lui être imputable. La mouche placée au-dessus du dernier chiffre de la date indique la volonté de l'artiste de rendre inquiétant un élément ambigu.
L'artefact en verre suspendu sur le côté gauche de la toile est fixé par une ficelle rouge avec une petite sphère au bas de l'élément, qui a une forte connexion avec l’œuf qui tombe dans la coquille de La Conversation sacrée ou Retable de Brera de Piero della Francesca, ami et maître de Pacioli. Ce serait un lien fort avec Vivarini qui faisait partie de l'ancienne famille de verriers originaires de Murano : son oncle Bartolomeo a collaboré à la création de la grande fenêtre de la basilique San Zanipolo à Venise.
Si l'on considère qu'il était présent lors de la réalisation de l'œuvre, il est facile de relier le Portrait de jeune homme à la lampe de Lorenzo Lotto, qui s'est formé dans l'atelier d'Alvise Vivarini, qui représente un jeune homme dont la tête et le regard présentent de nombreuses analogies avec le jeune élève de Pacioli. De plus, Lotto a peint une mouche sur un tableau en 1515, le Portrait de Giovanni Agostino della Torre avec son fils Niccolò, donnant à l'œuvre la perception du temps, le temps du spectateur qui continue de chasser la mouche.

### Autres attributions
Le tableau a été attribué à Léonard de Vinci, qui a collaboré avec Pacioli lorsqu'il s'installe à Milan en 1496. Les références historiques et le contenu - à commencer par la représentation dans le cadre du solide d'Archimède connu sous le nom de rhombicuboctaèdre - font référence à la collaboration contemporaine entre Léonard et Pacioli dans la rédaction du De Divina Proportione de 1496.
Une attribution à Jacometto Veneziano a été proposée en 2014.

## Identification de l’apprenant
Le jeune homme apprenant, qui se cache derrière le frère, pourrait être Guidobaldo Ier de Montefeltro, duc d'Urbino, qui était un fervent des mathématiques, à qui était dédiée la Summa et à qui Pacioli avait offert un dodécaèdre en bois lors d'un séjour à Rome en 1489, ou le peintre allemand Albrecht Dürer ou encore  Francesco di Bartolomeo Archinto, dont un portrait similaire, de l'école léonardesque, est conservé à la  National Gallery de Londres. Les profonds messages alchimiques véhiculés par ce portrait renforcent cependant l'hypothèse d'Albrecht Dürer, qui est notamment connu pour sa gravure sur cuivre Melencolia I, œuvre dont la richesse symbolique extraordinaire en fait une référence en matière de transmission hermétique.
L’érudit Carla Glori l’identifie pour sa part comme la figure de Galeazzo Sanseverino, gendre et proche ami d'Il Moro, Ludovic Sforza, figure de proue de la cour de Milan, ainsi que protecteur du même fra' Luca Pacioli. L’hypothèse est également basée sur la comparaison avec un autre portrait, le Portrait de musicien de Leonard de Vinci, également attribué à Galeazzo, où des éléments récurrents sont notés, tels que les cheveux bouclés épais et la fente centrale du farsetto en forme de lance, symbolisant la puissance virile de Galeazzo dans les joutes. D’autres chercheurs ont plutôt souligné la similitude étroite entre ces deux portraits et certains du père de Galeazzo, Roberto Sanseverino, dont les visages présentent plusieurs traits en commun. La reconstitution relative à l’année 1495 met également en évidence les contacts de Luca Pacioli avec ses deux mécènes milanais, Ludovico et Galeazzo, et Leonard, et suppose en tout cas que déjà en février 1496, la collaboration pour le « De Divina Proportione » est en cours et que le frère mathématicien est invité dans la maison de Porta Vercellina par Galeazzo lui-même (il avait avec le duc Ludovico, la dédicace de l’une des trois copies manuscrites de Pacioli achevées en 1498).
Une autre hypothèse identifie l'élève avec Nicolas Copernic, tant pour la ressemblance que pour la cicatrice sur la joue que l'on retrouve sur la copie de son autoportrait, conservée dans la municipalité de Toruń.

## Exposition
Cette peinture est exposée dans le cadre de l'exposition Naples à Paris. Le Louvre invite le musée de Capodimonte au musée du Louvre du 7 juin 2023 au 8 janvier 2024.